# Merișoru de Munte, Hunedoara
Merișoru de Munte este un sat în comuna Cerbăl din județul Hunedoara, Transilvania, România.

## Componență comunei Cerbăl
- Comuna Cerbăl, 87 de locuitori;
- Arănieș, 25 de locuitori;
- Feregi, 62 de locuitori;
- Merișoru de Munte, 23 de locuitori;
- Poienița Tomii, 54 de locuitori;
- Poiana Răchițelii, 124 de locuitori;
- Socet, 55 de locuitori;
- Ulm, 44 de locuitori.

## Obiective turistice
- Codrii seculari pe Valea Dobrișoarei și Prisloapei (rezervație naturală, 139,3 ha).
- Biserica de lemn din Merișoru de Munte

## Imagini

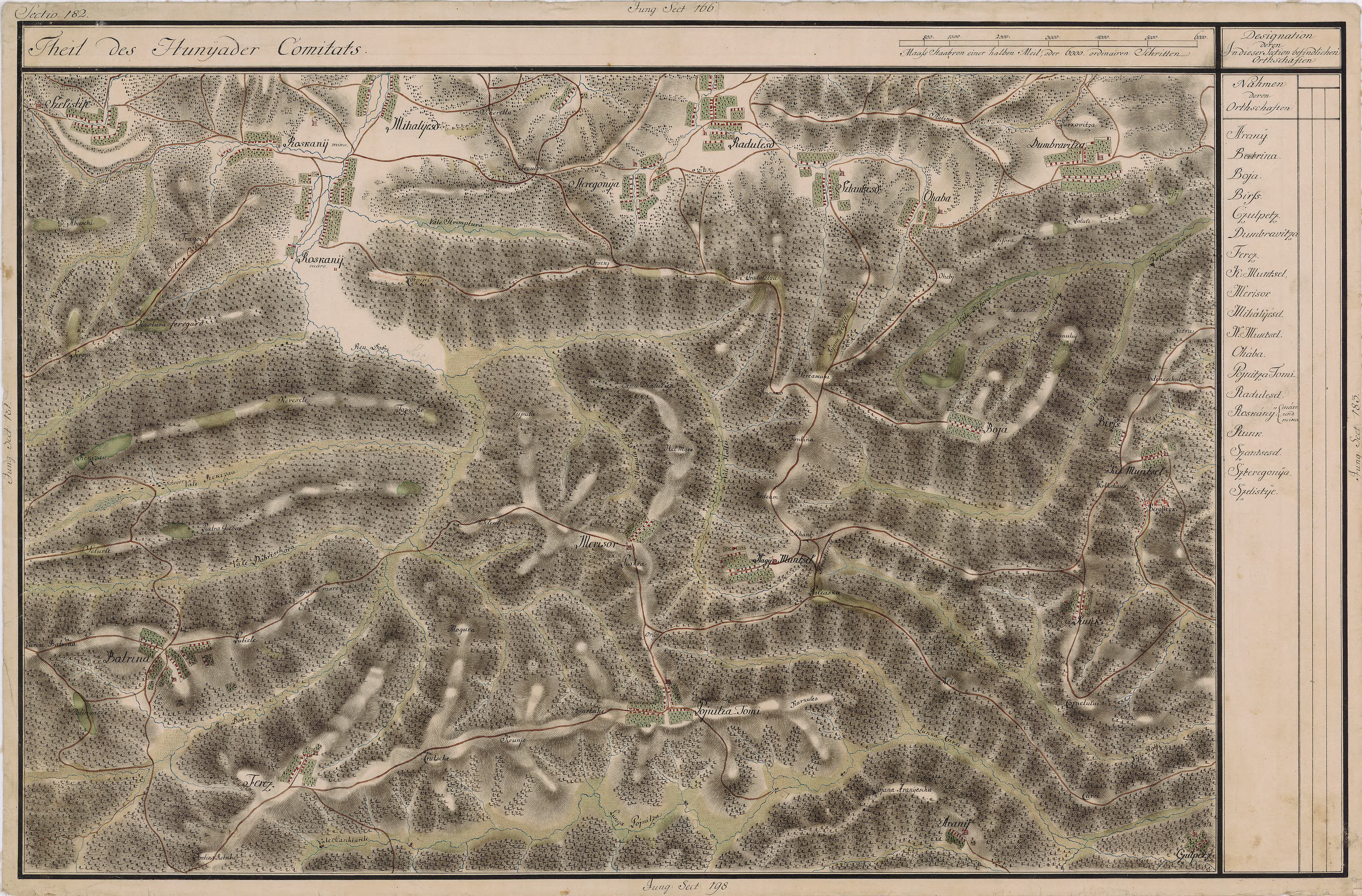
Merișoru de Munte în Harta Iosefină a Transilvaniei, 1769-1773
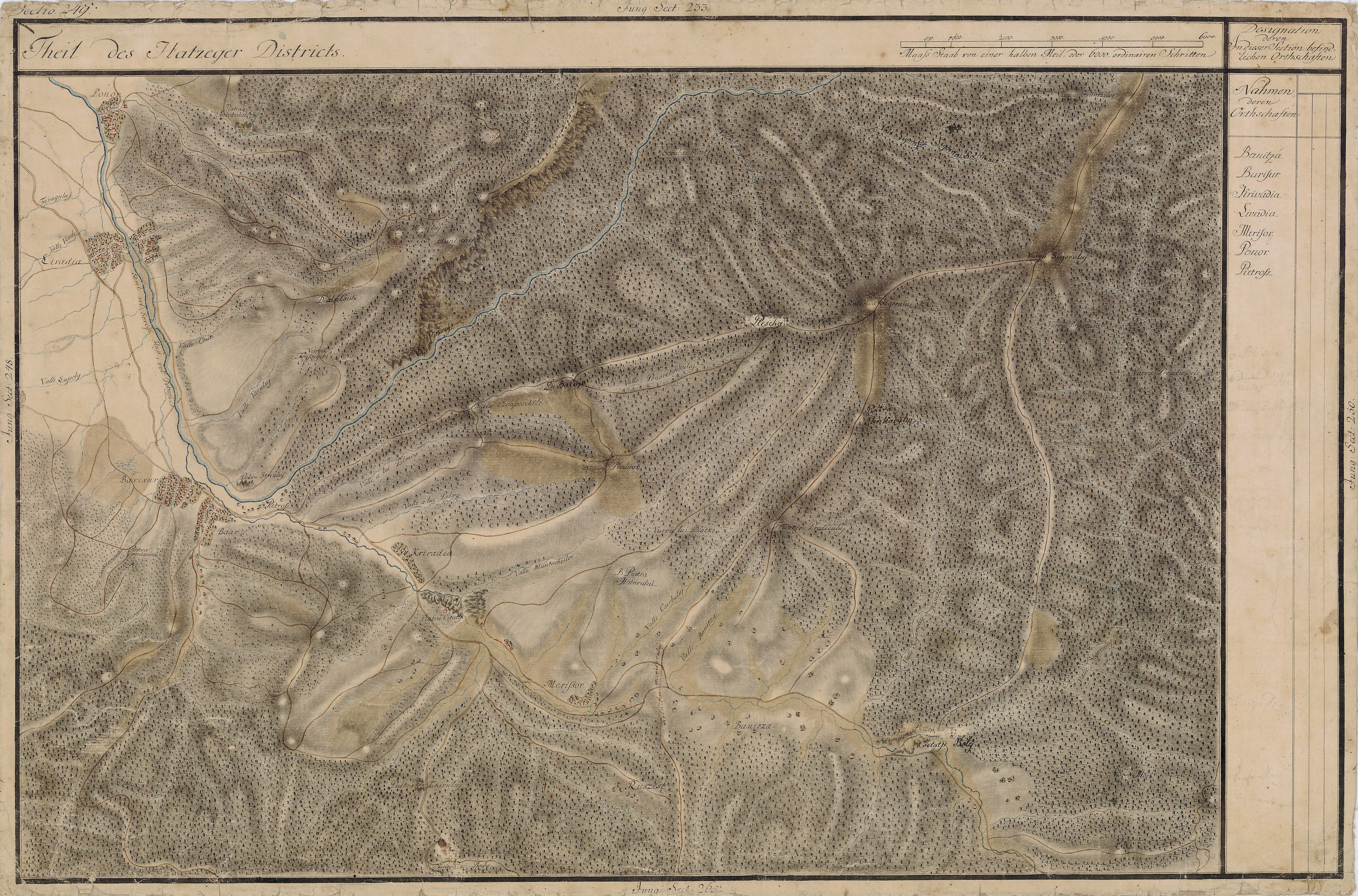
Merișoru de Munte în Harta Iosefină a Transilvaniei, 1769-1773